# Goodlands (Manitoba)
Goodlands est un hameau du Manitoba située au sud-ouest de la province dans la municipalité rurale de Brenda. Goodlands est situé sur l'autoroute 251, non loin du village de Waskada et de Deloraine.
L'industrie du charbon fut très importante pour l'économie de la communauté à la fin du XIXe siècle et au début du XXe siècle jusqu'à la fermeture de la dernière mine en 1943.

## Référence
1. ↑  Profil de la communauté